# Стшелецко-Дрезденецкий повет
Стшелецко-Дрезденецкий повет (пол. Powiat strzelecko-drezdenecki) — повет (район) в Польше, входит как административная единица в Любуское воеводство. Центр повета — город Стшельце-Краеньске. Занимает площадь 1248,32 км². Население — 50 061 человек (на 31 декабря 2015 года).

## Административное деление
- города: Добегнев, Дрезденко, Стшельце-Краеньске
- городско-сельские гмины: Гмина Добегнев, Гмина Дрезденко, Гмина Стшельце-Краеньске
- сельские гмины: Гмина Старе-Курово, Гмина Звежин

## Демография
Население повета дано на 31 декабря 2015 года.
| Перепись            | Всего  | Мужчины | Женщины |
| ------------------- | ------ | ------- | ------- |
| Всего               | 50 061 | 24 661  | 25 400  |
| Городское население | 23 592 | 11 356  | 12 236  |
| Сельское население  | 26 469 | 13 305  | 13 164  |